# Mae Chi

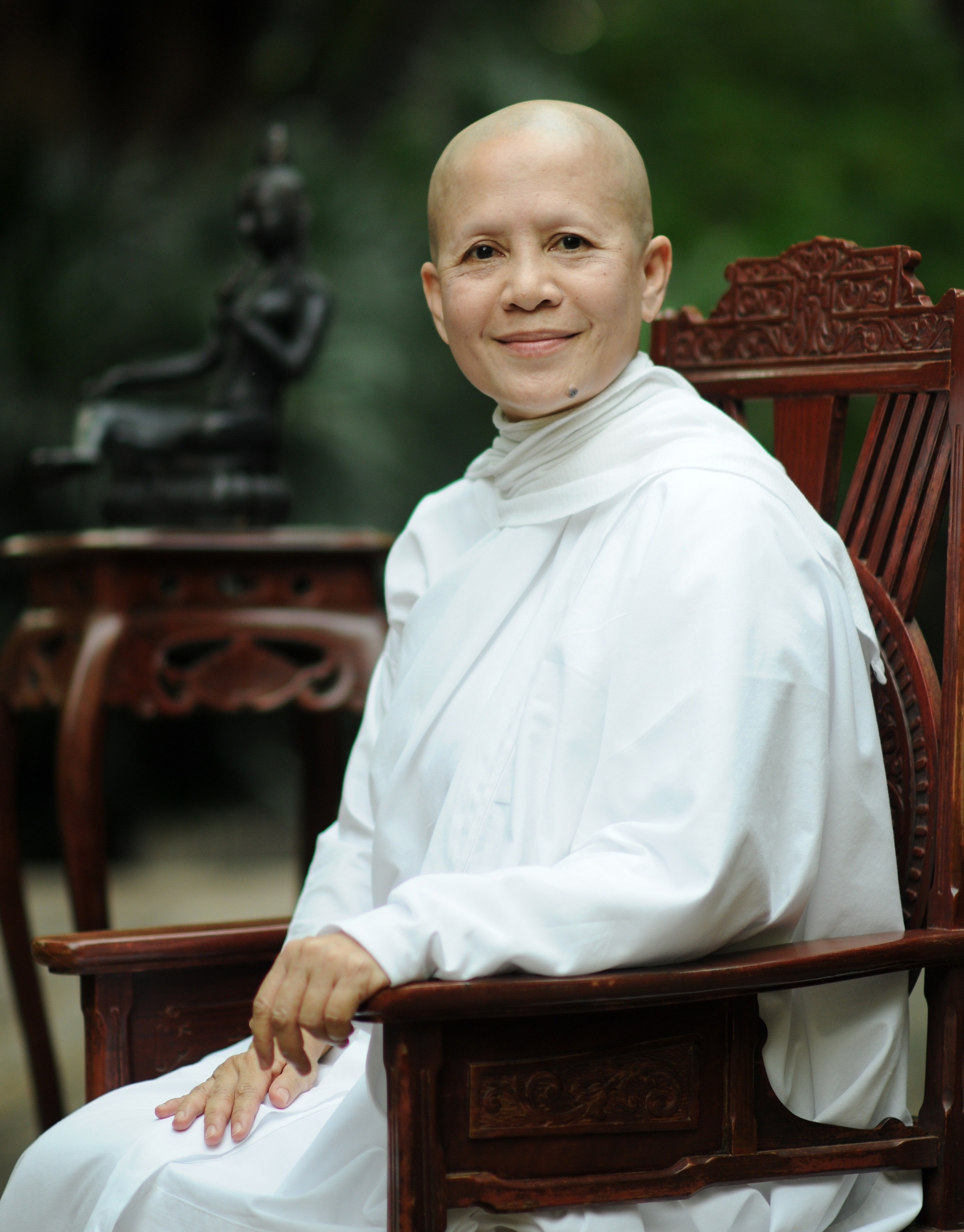
Maechi Sansanee, Thailand

Mae Chi (auch Mae Ji, Mae Chee, Thai: แม่ชี; Aussprache: [mɛ̂ːt͡ɕʰiː]; aus thailändisch mae „Mutter“ und der indischen Respekt anzeigenden Nachsilbe "-ji") sind buddhistische Theravada Nonnen in Thailand. Sie verschreiben sich wie Mönche der religiösen Askese und widmen ihr Leben der Meditation. Sie tragen zumeist weiße Ordenskleidung und leben in Gemeinschaften auf dem Tempelgelände abseits der Mönche, wo sie üblicherweise Hilfsaufgaben übernehmen. Sie sind unter 8 oder 10 Ordensgelübden ordiniert, da die thailändische Sangha die Ordination unter 311 Gelübden nicht anerkennt. 
Sie gelten daher weder als Laiinnen (Upāsikā) noch als Bhikkhunis und haben eine ähnliche Position wie Novizinnen (Sāmaṇeri), inne. Sie stehen formell zumeist über Mönchsnovizen, genießen jedoch bei weitem nicht dasselbe Ansehen oder die Privilegien ihrer männlichen Konterparts. Mae Chi sind traditionell in weltlichen wie spirituellen Bereichen oft unvollständig gebildet, da sie aufgrund der inhärenten Spezifika der buddhistischen zölibateren Lebensweise nicht dieselben Bildungsmöglichkeiten haben. Das ist vor allem dem Umstand geschuldet, dass die vollständige Ausbildung ein außerordentlich enges Verhältnis und Zusammenleben mit dem Lehrer erfordert, jedoch das Zölibat stets eine gewisse Distanz verlangt. Die Frage, ob es heutzutage genügend gut ausgebildete weibliche Lehrkräfte gibt, ist umstritten, da die Linie vollständig ordinierter und hinreichend ausgebildeter Nonnen in Sri Lanka (ca. 11.-14. Jh.) ausgestorben sein soll. Die Zahl der Mae Chi in Thailand wird auf etwa 20.000 geschätzt.

## Geschichte
Die Transmissionslinie des Dharma brach im Nonnenorden der vollordinierten buddhistischen Nonnen (Bhikkhuni) des Theravada ab, daher gelten die Mae Chi als fromme Laien, die nicht die Rituale und Aufgaben erledigen können, die Vollordinierte praktizieren.
Mae Chi gibt es in Thailand dennoch schon seit Generationen. Der französische Gesandte Simon de La Loubère beschrieb sie bereits nach seinem Aufenthalt in Siam im 17. Jahrhundert. Insbesondere ältere und unverheiratete Frauen dürften diese Gemeinschaft aufgesucht haben. Ihr Sozialprestige war trotz ihrer Anzahl immer äußerst gering und der Weg in die echte buddhistische Nonnenordination stand ihnen nie offen, da die siamesische Gesellschaft die im Buddhismus von Anfang an übliche Vollordination der Frauen nie kannte.

## 21. Jahrhundert

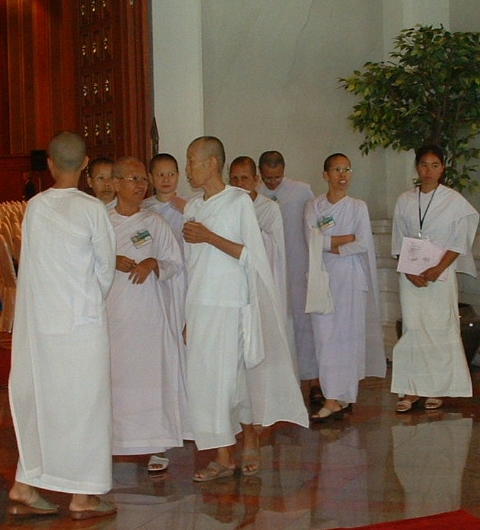
Mae Chi in Bangkok

An der Schwelle zum 21. Jahrhundert war das Problem der Mae Chi nicht mehr zu ignorieren. 1969 kam es erstmals zu einem nationalen Treffen der Mae Chi auf Initiative des obersten Rates des Mönchordens und auch zur Gründung des „Thai Institute of Mae Chis“. Der Ruf nach besserer Bildung ging einher mit der Übernahme neuer Aufgaben in der Betreuung von Mädchen und Frauen. Auch der radikalere Ruf nach Vollordination als Nonne (bhikkhuni) ließ nicht lange auf sich warten.
Bhikkhuni Dhammananda, die als hochgeschätzte Akademikerin Dr. Chatsumarn Kabilsingh eine bekannte Persönlichkeit des öffentlichen Lebens war, durchbrach das große Tabu, indem sie 2003 in Sri Lanka als erste thailändischer Frau die Vollordination als Theravada-Nonne erhielt. So setzte sie konsequent den Pionierweg ihrer Mutter Voramai Kabilsingh († 24. Juni 2003, 95-jährig) fort, die Ende des 20. Jahrhunderts die Bhiksuniordination in der Tradition des Mahayana genommen hatte.

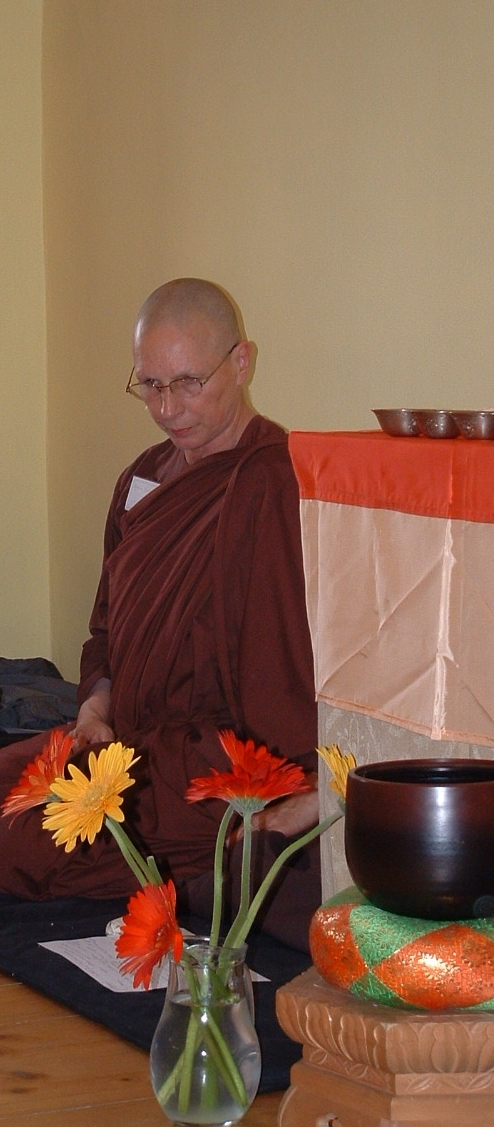
EW Ajahn Sundara (Siladhara)

Wenn auch dieser Versuch, den Bhikkhuniorden in Thailand einzuführen, wie auch die Versuche, auf parlamentarischem Weg eine Besserstellung der Mae Chi zu erreichen, keineswegs auf ungeteilte Zustimmung stoßen, so ist doch eine Aufbruchsstimmung in Kreisen der Mae Chi deutlich wahrnehmbar. Unterstützung erhalten sie dabei nicht nur von Organisationen wie dem buddhistischen Frauennetzwerk Sakyadhita, sondern auch von westlichen Buddhisten und vereinzelt auch von thailändischen Mönchen.
In der thailändischen Waldtradition (Forest Sangha), die den traditionellen Werten von Einfachheit und Meditation verbunden und durch den großen Erneuerer Ajahn Chah bekannt geworden ist, werden die Mae Chi in weiß gekleidete Anagarika (Acht Gelübde Nonnen) und in braun gekleidete (wie die Mönche) Siladhara (Zehn Gelübde Nonnen) unterschieden. Diese genießen in der Waldtradition praktisch die gleiche Ausbildung wie die Mönche und genießen, soweit das die thailändische Tradition erlaubt, einen den Mönchen ähnlichen Status, ohne an das heikle Tabu selbst anzustreifen. Insbesondere für „Westler“ in Thailand und für die Klostergemeinschaften im Westen (z. B. Amaravati in der englischen Grafschaft Hertfordshire) gelten die Siladhara gleichsam als vollwertige Nonnen.
Die Spannungen zwischen westlichen Vorstellungen und Bedürfnissen einerseits und konservativen Einstellungen des Thai-Sangha andererseits führte in den westlichen Klöstern der Waldtradition im Lauf des Jahres 2009 zu Auseinandersetzungen, die nach einer Lösung verlangten. Mit der Vorlage eines Fünfpunkteprogramms, das die Nonnen zu unterzeichnen hatten, wurde mit Datum 19. November 2009 der Versuch einer Klärung unternommen.
Bei einem Teil der Nonnen und der Laiengemeinschaft stoßen Bestimmungen wie die Ehrerweisung einer älteren Nonne für einen jüngeren Mönch und der definitive Ausschluss einer Weiterentwicklungsmöglichkeit der Frauen zum Status einer Bhikkhuni auf Unverständnis.
Das Datum des 'Fünfpunkteprogramms' kann im Zusammenhang mit einem anderen Nonnenkonflikt der westlichen Waldtradition gesehen werden. Fast zeitgleich, am 1. November 2009, wurde der weltweit bekannte Australische Mönch Ajahn Brahm (Ajahn Brahmavamso) mitsamt seiner Klostergemeinschaft in Australien aus der Waldtradition des Ajahn Chah ausgestoßen. Ajahn Brahm hatte am 22. Oktober 2009 in Perth an der Ordination von vier Siladhara-Nonnen zu Bhikkunis führend teilgenommen und hatte sich dem eilig einberufenen Tribunal in Bangkok am 1. November nicht gebeugt.
Seither kursiert eine Petition an die entscheidenden Mönchsgremien der thailändischen Waldtradition, sich nicht länger gegen die Bhikkhuni-Ordination zu stellen.